# 한국도서관문화진흥원
한국도서관문화진흥원은 전국 각종 도서관의 도서관자료 수집․정리․이용서비스 등 고객만족 경영과 관련한 업무와 교육․문화프로그램 개발․보급 및 이에 필요한 사업 등을 통한 국민의 도서관 이용서비스 도모하기 위하여 2006년 2월 9일 설립된 문화체육관광부 소관의 재단법인이다. 사무실은 서울특별시 서초구 서래로10길 10, 202호 (반포동, 오트라빌딩)에 있다.